# Kierkut
Kierkut – kolonia w Polsce położona w województwie mazowieckim, w powiecie przysuskim, w gminie Klwów.